# Leptotrema melanosporum
Leptotrema melanosporum är en lavart som först beskrevs av C. Knight, och fick sitt nu gällande namn av Alexander Zahlbruckner 1923. Leptotrema melanosporum ingår i släktet Leptotrema och familjen Thelotremataceae.   Inga underarter finns listade i Catalogue of Life.